# Patinoire de Tampere
 (avril 2025).
Si vous disposez d'ouvrages ou d'articles de référence ou si vous connaissez des sites web de qualité traitant du thème abordé ici, merci de compléter l'article en donnant les références utiles à sa vérifiabilité et en les liant à la section « Notes et références ».
La Patinoire de Tampere (finnois : Tampereen jäähalli) est une salle polyvalente située dans le quartier de Kissanmaa à  Tampere en Finlande. 

## Histoire
La patinoire est construite en 1965 pour le Championnat du monde de hockey sur glace.

## La patinoire
La patinoire accueille l'équipe de hockey sur glace du Koovee Tampere de la SM-Liiga et du Suomi-Sarja, et auparavant les équipes de hockey du Ilves Tampere et Tappara Tampere jusqu'à la fin de 2021, date à laquelle ils sont passés à jouer pour la Nokia Arena. La patinoire a une capacité de 7 800 spectateurs.